# Austin Powers – Spion in geheimer Missionarsstellung
Austin Powers – Spion in geheimer Missionarsstellung (Originaltitel: Austin Powers: The Spy Who Shagged Me) ist eine US-amerikanische parodistische Agentenkomödie aus dem Jahre 1999. Der Film startete am 14. Oktober 1999 in den deutschen Kinos.

## Handlung
Nachdem Austin Powers im ersten Teil Dr. Evils Pläne, die Welt zu vernichten, verhindern konnte, heiratet er Miss Kensington. Erst in der Hochzeitssuite bemerkt er, dass sie ein fieser FemBot ist. FemBots, auch Frauboter, sind von Dr. Evil konstruierte, weiblich aussehende Roboter, deren Aufgabe es ist, Austin Powers zu vernichten. FemBots zeichnen sich durch die Maße 90-60-90 sowie Maschinengewehr-Brustwarzen aus, aus denen sie schießen und ein Betäubungsgas versprühen können. Außerdem ist jeder FemBot mit einem Selbstzerstörungsmodus ausgestattet.
Nun wieder Single, muss Austin bald feststellen, dass ihm sein Mojo gestohlen wurde, ohne das er seine sexuelle Anziehungskraft und sein Selbstvertrauen verliert.
Dahinter steckt Dr. Evil, der per Zeitmaschine in das Jahr 1969 zurückgereist ist, um dort „Fieser Fettsack“ (englisch Fat Bastard) für den Diebstahl zu beauftragen, während Austin sich im Kälteschlaf befindet. Dr. Evil wird durch Mini-Me unterstützt, seinem Klon in Kindsgröße.
Austin wird von seinem Chef, Basil Exposition, mit einem Zeitreise-VW New Beetle hinterhergeschickt, um Dr. Evils Pläne, die Welt zu vernichten, zu verhindern. Schnell findet Austin Unterstützung durch die attraktive CIA-Agentin Felicity Schickfick (englisch Felicity Shagwell), die sein großer Fan ist.
Dr. Evil hat sich derweil auf einer tropischen Vulkaninsel verschanzt, in deren Vulkan Dr. Evils Konterfei gemeißelt wurde. Schnell kommen Austin und Felicity auf Dr. Evils Spur. Dieser will mit einem von Dr. Alan Parson konstruierten „Laser“ die Erde vernichten. Er nennt das Projekt nach dem Erbauer des Lasers unpassenderweise Alan Parsons Project. Da der Laser von Dr. Evil auf dem Mond platziert wurde, wird dieser kurzerhand in „Todesstern“ umbenannt.
Nachdem sich Dr. Evil auf den Mond begeben hat und ihm Austin mit Felicity dorthin gefolgt ist, kommt es zum Showdown. Dabei muss sich Austin entscheiden, ob er die Erde, sein Mojo oder Felicity retten will. Aber Austin wäre nicht Meisterspion, wenn er für diese Situation keine adäquate Lösung hätte – er holt sich mithilfe der Zeitmaschine ein zweites Ich, mit dessen Hilfe er nun zwei Dinge retten kann.

## Kritiken
„Grelle Parodie auf die James-Bond-Filme, versetzt mit zahlreichen Klischees der ausgelassenen 60er-Popkultur, die immer wieder mit den Gepflogenheiten der Gegenwart konfrontiert wird. Hauptangriffsziel des Films ist die „political correctness“, die mit teils treffendem, teils drastischem und albernem Humor vorgeführt wird.“

„Wie schon im Vorgänger Austin Powers – Das Schärfste, was Ihre Majestät zu bieten hat (1997) zieht Hauptdarsteller Mike Myers mit seinem übertriebenen Macho-Getue alle Sympathien auf sich. Und wendet als Drehbuchautor das gleiche Rezept an, mit dem schon das Trio Zucker/Abrahams/Zucker (Die nackte Kanone) Erfolg hatte: Er persifliert einen eingeführten Kinomythos (James Bond), indem er ihn in ein genrefremdes Ambiente überträgt (Flower Power) und das Ganze mit zotigen Gags geradezu überschüttet. Der Kern der Handlung – Austin Powers’ Kampf gegen den glatzköpfigen Dr. Evil – bleibt letztlich völlig unwichtig. Die Story dient nur als Folie für hinreißend groteske Drehbucheinfälle.“

## Synchronisation
Die Synchronisation entstand bei der FFS Film- & Fernseh-Synchron GmbH, München unter der Dialogregie von Arne Elsholtz
| Rolle                                                | Schauspieler   | Synchronsprecher          |
| ---------------------------------------------------- | -------------- | ------------------------- |
| Austin Powers                                        | Mike Myers     | Rick Kavanian             |
| Dr. Evil                                             | Mike Myers     | Gudo Hoegel               |
| Fieser Fettsack (im Original: Fat Bastard)           | Mike Myers     | Michael Rüth              |
| Felicity Schickfick (im Original: Felicity Shagwell) | Heather Graham | Katrin Fröhlich           |
| Basil Exposition                                     | Michael York   | Thomas Danneberg          |
| Nummer 2                                             | Robert Wagner  | Joachim Kerzel            |
| Nummer 2 (jung)                                      | Rob Lowe       | Kai Wiesinger             |
| Frau Verbissenheit (im Original: Frau Farbissina)    | Mindy Sterling | Sibylle Nicolai           |
| Scott Evil                                           | Seth Green     | Hubertus von Lerchenfeld  |
| Mini-Me                                              | Verne Troyer   | Jörg Reitbacher-Stuttmann |
| Mustafa                                              | Will Ferrell   | Christian Tramitz         |

## Trivia
- Der Originaltitel ist eine Parodie auf The Spy Who Loved Me (dt. James Bond 007 – Der Spion, der mich liebte).
- Dr. Evil singt eine Parodie auf Will Smith’s Cover von 1997 des Grover-Washington-Klassikers Just the Two of Us, was sich in diesem Fall auf seinen Klon Mini-Me bezieht.
- Mike Myers erscheint als Austin Powers in dem Video zu Beautiful Stranger von Madonna unter der Regie von Brett Ratner.
- Jerry Springer spielt sich selbst in einer Parodie auf seine eigene Jerry Springer Show, als Dr. Evil seinen Sohn wiedertrifft.

## Titelzensur
Bei Veröffentlichung des Films war er in Großbritannien umstritten, weil to shag ein vulgäres Wort für Geschlechtsverkehr ist. Es gab deshalb zwei verschiedene Fernsehwerbespots, einen für frühe und einen für späte Sendezeiten. Der tagsüber ausgestrahlte verwendete den Kurztitel Austin Powers: The Spy Who und enthielt nur leicht suggestive Szenen. Der Spot für Erwachsene gab den vollen Titel an. Es gab ebenso zwei Varianten der Plakate: eine mit Austin Powers 2 als Titel, die andere hatte Sternchen in der Mitte des betreffenden Worts. In Singapur wurde der Titel geändert in The Spy Who Shioked Me (shiok bedeutet „ein gutes Gefühl“).

## Gastrollen
Nach dem Erfolg des ersten Teils erklärten sich ungewöhnlich viele Prominente bereit, in Gastrollen aufzutreten, unter anderen Elvis Costello, Burt Bacharach, Rob Lowe, Elizabeth Hurley, Clint Howard, Kristen Johnston, Kevin Durand, Jennifer Coolidge, Will Ferrell, Jerry Springer, Rebecca Romijn-Stamos, Woody Harrelson, Fred Willard, Tim Robbins und Willie Nelson.

## Auszeichnungen (Auswahl)
- 2000 wurde der Film für den Oscar in der Kategorie Bestes Make-up nominiert.
- Mike Myers gewann im selben Jahr den American Comedy Award als Lustigster Schauspieler in einem Film.
- Heather Graham, Mike Myers und der Soundtrack des Films wurden jeweils mit dem Blockbuster Entertainment Award ausgezeichnet.
- Madonna gewann für ihren Song Beautiful Stranger einen Grammy in der Kategorie Best Song Written for a Motion Picture, Television or Other Visual Media sowie einen MTV Video Music Award in der Kategorie Best Video From a Film.
- Mike Myers und Verne Troyer erhielten 2000 den MTV Movie Award als Bestes Film-Duo. Myers gewann einen zweiten Preis als Bester Bösewicht.